# Waldemar Philippi
Pour les articles homonymes, voir Philippi.
Waldemar Philippi (né le 13 avril 1929 et mort le 4 octobre 1990) était un footballeur sarrois et allemand des années 1940 et 1950.

## Biographie
En tant que défenseur, Waldemar Philippi fut international sarrois entre 1950 et 1956, et le recordman de sélections avec 18 capes sur les 19 matchs, ne ratant que le match contre l’Uruguay. Il fit les éliminatoires de la Coupe du monde de football de 1954, mais la Sarre fut devancée par la RFA.
Il joua toute sa carrière dans le même club, le 1. FC Sarrebruck, de 1945 à 1960. Il remporta deux fois l'Oberliga-Südwest en 1946 et en 1952, fut vice-champion d'Allemagne en 1952, battu en finale par le VfB Stuttgart (2-3). Il fut aussi champion de France de D2 en 1949, mais la FFF refusa de reconnaître ce titre car le club était invité à y participer et les invités ne peuvent pas gagner de titre.

## Clubs
- 1945-1960 : / 1. FC Sarrebruck

## Palmarès
- Oberliga-Südwest
  - Champion en 1946 et en 1952
- Championnat de France de football D2

- - Champion en 1949 (titre non reconnu)
- Championnat d'Allemagne de football
  - Vice-champion en 1952